# Долна Белица
Долна Белица (изписване до 1945 година: Долна Бѣлица; на македонска литературна норма: Долна Белица; на арумънски: Beala di Ghios; на албански: Belica e Poshtme; на гръцки: Κάτω Μπεάλα, Като Беала) е село в Северна Македония, в община Струга.

## География
Селото е разположено в Стружкото поле, в източното подножие на планината Ябланица.

## История
В XIX век Долна Белица е предимно влашко село в Стружка нахия на Охридска каза на Османската империя. Власите в Долна Белица се заселват от Горна Белица, а там се установяват в началото на XVIII век от околностите на разрушения Москополе. В „Етнография на вилаетите Адрианопол, Монастир и Салоника“, издадена в Константинопол в 1878 година и отразяваща статистиката на населението от 1873 година, Долна Белица (Dolna Biélitza) е посочено като село със 109 домакинства, като жителите му са 28 мюсюлмани, 40 българи и 212 власи.
Според Васил Кънчов в 90-те години в Долна Белица има 100 къщи власи патриаршисти. Според статистиката му („Македония. Етнография и статистика“) в 1900 година Долна Белица има 50 арнаути мохамедани и 650 власи.
На Етнографската карта на Битолския вилает на Картографския институт в София от 1901 година Долна Белица е чисто влашко село в Охридската каза на Битолския санджак с 55 къщи.
По данни на секретаря на Българската екзархия Димитър Мишев („La Macédoine et sa Population Chrétienne“) в 1905 година християнското население на Долно Белица се състои от 1224 власи и в селото функционира гръцко училище. Според статистиката на Цариградската патриаршия от 1906 година Горна и Долна Белица са села с 400 къщи.
В селото има и румънско училище, в което преподава Г. Тулиу Тачит.
При избухването на Балканската война трима души от Белица са доброволци в Македоно-одринското опълчение.
Според преброяването от 2002 година селото има 1026 жители.
| Националност     | Всичко |
| северномакедонци | 17     |
| албанци          | 945    |
| турци            | 1      |
| роми             | 0      |
| власи            | 24     |
| сърби            | 1      |
| бошняци          | 0      |
| други            | 38     |

В селото има църкви „Успение Богородично“, „Свети архангел Михаил“, „Света Петка“, чийто темелен камък е осветен и поставен в 1989 година от митрополит Тимотей Дебърско-Кичевски.

## Личности
Родени в Долна Белица
- Марко Костич (Цинцар Марко, 1777 – 1822), сръбски войвода
- Никола Янкович, зограф от XIX век, роден в Горна или Долна Белица
- Наум Байо (р. 1943), северномакедонски писател
- Ристо Веруш (1924 – 2001), сръбски писател

Други
- Янко Попович (Цинцар Янко, 1779 – 1833), сръбски войвода, по потекло от Долна Белица
- генерал Димитрие Цинцар-Маркович, (1849 – 1903), министър-председател на Сърбия 1902-1903, по потекло от Долна Белица